# Zwetpolder (Zoeterwoude)
Het waterschap Zwetpolder was een waterschap in de gemeente Zoeterwoude, in de Nederlandse provincie Zuid-Holland. In 1612 werd de Korsenpolder bij de Zwetpolder gevoegd. In 1895 werd dit waterschap opgeheven. Nadien wordt plaatselijk met de Zwetpolder de polder ten oosten van Woubrugge bedoeld.
Het waterschap was verantwoordelijk voor de vervening, drooglegging en later de waterhuishouding in de polders.